# 鼠刺含笑
鼠刺含笑（学名：Michelia iteophylla）为木兰科含笑属下的一个种。